# Volta ao Japão
A Volta ao Japão (oficialmente: Tour of Japan) é uma prova de ciclismo profissional por etapas organizada no Japão.
Foi criada em 1996 e desde a criação dos Circuitos Continentais da UCI em 2005 faz parte da UCI Asia Tour. Até 2012, foi enquadrada dentro da categoria 2.2 (última categoria do profissionalismo) e promovido para a categoria 2.1 em 2013. A edição de 2011 foi suspensa devido ao terremoto do Japão.
Até 2006, contava com 6 etapas e uma ou duas de montanha. Desde 2007, aumentou para 7 etapas e incluiu uma etapa curta subindo ao Monte Fuji (11,4 km). Em 2012, foi reduzido para 5 etapas e um prólogo.

## Palmarés
| Ano                                                                      | Vencedor              | Segundo             | Terceiro             |           |
| ------------------------------------------------------------------------ | --------------------- | ------------------- | -------------------- | --------- |
| 1996                                                                     | Jean-Philippe Duracka | David Lefèvre       | Daisuke Imanaka      |           |
| 1997                                                                     | Bart Bowen            | Riccardo Ferrari    | Peter Rogers         |           |
| 1998                                                                     | Frank McCormack       | Jaroslav Bílek      | Andreas Walzer       |           |
| 1999                                                                     | Andrzej Sypytkowski   | Denis Lunghi        | Nick Gates           |           |
| 2000                                                                     | Mauro Gianetti        | Grzegorz Wajs       | René Haselbacher     |           |
| 2001                                                                     | Paweł Niedźwiecki     | Pietro Zucconi      | Scott Davis          |           |
| 2002                                                                     | Oleksandr Klymenko    | Simone Mori         | Bert Scheirlinckx    |           |
| 2003 Não foi disputado                                                   |                       |                     |                      |           |
| 2004                                                                     | Shinichi Fukushima    | Christian Heule     | Mikhail Teteriouk    |           |
| 2005                                                                     | Félix Cárdenas        | Andrey Mizourov     | Matteo Carrara       |           |
| 2006                                                                     | Volodymyr Duma        | John-Lee Augustyn   | Andrey Mizourov      |           |
| 2007                                                                     | Francesco Masciarelli | Valentin Iglinskiy  | Alexsandr Dyachenko  |           |
| 2008                                                                     | Cameron Meyer         | Jai Crawford        | Vincenzo Garofalo    |           |
| 2009                                                                     | Sergio Pardilla       | Gong Hyo-suk        | Dmitri Fofonov       |           |
| 2010                                                                     | Cristiano Salerno     | Andrey Mizourov     | Alexandr Shushemoin  |           |
| 2011 Não foi disputado por causa do terremoto e tsunami do Japão de 2011 |                       |                     |                      |           |
| 2012                                                                     | Fortunato Baliani     | Julián Arredondo    | Jarosław Dąbrowski   |           |
| 2013                                                                     | Fortunato Baliani     | Julián Arredondo    | Damien Monier        |           |
| 2014                                                                     | Samad Poor Seiedi     | Grega Bole          | Ghader Mizbani       |           |
| 2015                                                                     | Samad Poor Seiedi     | Rahim Ememi         | Hossein Askari       |           |
| 2016                                                                     | Óscar Pujol           | Marcos García       | Samad Poor Seiedi    |           |
| 2017                                                                     | Óscar Pujol           | Nathan Earle        | Hamid Pourhashemi    |           |
| 2018                                                                     | Marcos García         | Hermann Pernsteiner | Thomas Lebas         |           |
| 2019                                                                     | Chris Harper          | Benjamín Prades     | José Toribio Alcolea |           |
| 2020                                                                     | cancelado             | cancelado           | cancelado            | cancelado |
| 2021                                                                     | Nariyuki Masuda       | Thomas Lebas        | Masaki Yamamoto      |           |
| 2022                                                                     | Nathan Earle          | Benjamin Dyball     | Thomas Lebas         |           |
| 2023                                                                     | Nathan Earle          | Benjamin Dyball     | Atsushi Oka          |           |
| 2024                                                                     | Giovanni Carboni      | Merhawi Kudus       | Benjamin Dyball      |           |

## Palmarés por país
| País           | Vitórias |
| -------------- | -------- |
| Itália         | 4        |
| Espanha        | 3        |
| Estados Unidos | 2        |
| Polónia        | 2        |
| Ucrânia        | 2        |
| Irão           | 2        |
| Suíça          | 1        |
| Japão          | 1        |
| Colômbia       | 1        |
| Austrália      | 1        |
| França         | 1        |